# محمد عیسی (بازیکن فوتبال)
محمد عیسی (انگلیسی: Mohamed Eisa؛ زادهٔ ۱۲ ژوئیهٔ ۱۹۹۴) بازیکن فوتبال اهل سودان است که در پست مهاجم برای باشگاه یوتای تانی در لیگ برتر تایلند و تیم ملی سودان بازی می‌کند.
از باشگاه‌هایی که در آن بازی کرده است می‌توان به دارتفورد، وی‌سی‌دی اتلتیک، لدرهد، چلتنهام تاون، بریستول سیتی، کوریتیان هارتلی، پیتربورو یونایتد، میلتون کینز دونز و اکستر سیتی اشاره کرد.
وی همچنین در تیم ملی فوتبال سودان بازی کرده است.